# Christian Lillelund
Christian Thomas Lillelund (30. april 1935 i Bruxelles, Belgien – 5. oktober 2006) var en dansk jurist, forretningsmand og redaktør.

## Karriere
Christian Lillelund blev cand.jur. fra Københavns Universitet og studerede efterfølgende statsvidenskab fra University of Wisconsin i USA, ligesom han tog en MBA fra INSEAD i Fontainebleau i Frankrig.
Han arbejdede som jurist i flere advokatfirmaer, men også som informationschef hos Carlsberg, chefredaktør for Dagbladet Børsen fra 1970, direktør hos Bonnier og Selector Communications samt projektchef hos Baltica. Derudover var han bestyrelsesmedlem i flere firmaer og beklædte en række tillidsposter.
Han grundlagde advokatfirmaet Christian Lillelund & Partners.

## Privatliv
Christian Lillelund var gift flere gange, i sine sidste femten leveår boede han sammen med skuespillerinden Annette Strøyberg (1936-2005). Tidligere var han gift i tyve år med skuespillerinden Malene Schwartz samt med Lensbaronesse Molise Iuel-Brockdorff (født Hanne Sophy Bertha Augusta Komtesse Ahlefeldt-Laurvig i 1950). Han fik fire børn.